# Posladki zla
Posladki zla (izviren angleški naslov: Trick 'r Treat) je ameriško-kanadska antologija kratkih grozljivk iz leta 2007, delo režiserja in scenarista Michaela Doughertya. V filmu igrajo Dylan Baker, Brian Cox, Rochelle Aytes, Lauren Lee Smith, Leslie Bibb in Anna Paquin. Film se osredotoča na štiri zgodbe za noč čarovnic, ki se med seboj povezujejo. Skupna točka vseh zgodb je prisotnost Sama, skrivnostnega otroka, ki je oblečen v oranžno pižamo in vrečo čez glavo. Sam se pojavi v vseh zgodbah, ko nekdo prekrši pravila noči čarovnic.
Kljub temu da je film imel malo število predvajanj v kinih, je požel veliko pozitivnih kritik in postal kulten. Oktobra 2013 so ustvarjalci napovedali nadaljevanje Posladki zla 2 (Trick 'r Treat 2).

## Vsebina

### Začetek
V izmišljenem mestu Warren Valley v Ohiu, Emma (Leslie Bibb) in njen fant Henry okrasita zunanjost hiše za noč čarovnic. Ko Henry odide v hišo, Emmo napade neznanec in jo ubije. Ko se Henry vrne spet ven, najde Emmine dele telesa uporabljene za okrasitev hiše.

### Ravnatelj
Steven Wilkins (Dylan Baker) je ravnatelj mestne osnovne šole, ki zaloti mladega Charlia (Brett Kelly) kako krade sladkarije na njegovem dvorišču. Vljudno razloži Charliu kako je potrebno spoštovati noč čarovnic in mu ponudi čokolado. Charlie poje zastrupljeno čokolado, začne bruhati kri in umre. Potem ko postreže nekaj maškar, vključno z dečkom oblečenim v rumeno pižamo in vrečo na glavi, zakoplje Charlievo truplo za hišo. Nato opazi soseda g. Kreega (Brian Cox), kako kriči skozi okno in prosi za pomoč. Wilkins se ne zmeni zanj in Kreega onesposobi neznan napadalec. Wilkins odide v klet in pomaga sinu Billyu izrezati Charlievo glavo namesto buče za noč čarovnic.

### Obisk morilnega avtobusa
Štirje otroci Macy (Britt McKillip), Schrader (Jean-Luc Bilodeau), Sara (Isabelle Deluce) in Chip (Alberto Ghisi), isti otroci ki so pred tem obiskali Wilkinsa, se dobijo z Rhondo, (Samm Todd) katero imajo za izobčenko. Skupaj se odpravijo do zapuščenega kamnoloma, kjer Macy pove lokalno zgodbo o ''morilnem avtobusu za noč čarovnic''. 
Pred tridesetimi leti, leta 1977, je bila skupina zaostalih otrok. Ker so se jih starši sramovali, so plačali vozniku avtobusa, da zapelje avtobus v jezero ob kamnolomu. Vozniku je nato le uspelo ubiti otroke. 
Po zgodbi se ostali zamaskirajo v mrtve otroke in prestrašijo Rhondo, ki pobegne. Vendar se nato pojavijo pravi mrvi otroci, ki ubijejo vse razen Rhonde. Rhonda na poti nazaj opazi dečka z vrečo na glavi in mu vljudno prikima.

### Zabava presenečenja
Laurie (Anna Paquin) je samozavestna 22 letna devica, ki se pripravlja na zabavo za noč čarovnic s starejšo sestro Danielle (Lauren Lee Smith) in njenima prijateljicama Mario (Rochelle Aytes) in Janet (Moneca Delain). Dekleta se oblečejo v vile, le Laurie se obleče v rdečo kapico. Dekleta si iščejo spremljevalce vendar Laurie to ne zanima. Ker se o fantih ne želi pogovarjati, se odloči da se jim pridruži kasneje.
Medtem se mlada ženska poljublja z zamaskiranim moškim v temni ulici. Ko jo slednji poljublja po vratu, opazi da ji teče kri. Moški se nasmeji in izkaže se, da je vampir. Ženska pobegne med ljudmi in kriči, vendar jo vsi ignorirajo saj mislijo, da je pijana. Moški jo nato ubije in njeno truplo pusti na ulici, on pa odide med ljudi.
Kasneje Laurie hodi po temačni ulici v gozdu, kjer nekdo kliče njeno ime in jo zasleduje. Ko zahteva, da se zasledovalec pokaže opazi vampirja. Ta jo zagrabi za vrat in ji reče ''kako velike oči pa imaš'', preden jo ugrizne v vrat, ona pa zakriči.
Medtem Maria in Janet uživata na zabavi na travniku, Danielle pa skrbi za Laurie. Čez čas med ljudi iz drevesa pade krvavo truplo, za katerega se izkaže da je vampir, ki prosi za pomoč. Izkaže se, da je vampir ravnatelj Wilkins. Na zabavo nato pride tudi Laurie in dekleta se spremenijo v volkodlake, ter ubijejo svoje spremljevalce. Spremeni se tudi Laurie in Wilkinsu reče ''kako velike oči pa imaš'', preden ga ugrizne in ubije. Vse to v bližini spremlja deček v oranžni pižami.

### Spoznajte Sama
Kreeg je starejši mož, ki sovraži noč čarovnic in živi skupaj s psom Spitom. Kreeg svojo sovraštvo kaže s tem, da straši maškare in jim krade sladkarije. Kreeg vzame fotografije in jih odvrže v ogenj. Med gledanjem televizije v okno prileti jajce. Kreeg odide na dvorišče in najde ogromno izrezanih buč, ki jih prej tu ni bilo. Ko se vrne v spalnico, ga napade Sam, majhen deček v oranžni pižami in z vrečo na glavi, ki je bil prisoten na vseh dogodkih v filmu. Sam in Kreeg se začneta pretepati in Kreeg Samu odstrani vrečo iz glave. Izkaže se da je Samova glava nekakšna mešanica otroške glave in buče. Kreeg se med pretepom hudo poškoduje in Sam odide, saj je Kreega naučil, da je treba spoštovati noč čarovnic. Medtem v ognjišču počasi gori lika umrlih otrok iz morilnega avtobusa. Izkaže se, da je voznik bil ravno Kreeg.

### Zaključek
Po obračunu s Samom, Kreeg odpre vrata maškaram in jim da sladkarije. Takrat opazi Sama, kako gre proti hiši Emme in Henrya, kjer Emma upihne svečo v izrezani buči. Izkaže se, da je Sam Emmin morilec, ker ta ni upoštevala pravil noči čarovnic. Rhondo takrat skoraj povozi avto v katerem so volkodlakinje, sedaj v človeški podobi. Billy Wilkins medtem uživa doma in ne ve, da je njegov oče mrtev. Kreegu takrat spet nekdo potrka na vrata in ko odpre se izkaže, da so to umrli otroci. Med odjavno špico, se v obliki stripa pokaže kako Kreega otroci ubijejo in tako dobijo svoje maščevanje.

## Igralci
- Dylan Baker kot ravnatelj Steven Wilkins
- Anna Paquin kot Laurie
- Brian Cox kot g. Kreeg
  - Gerald Paetz kot mlad Kreeg
- Quinn Lord kot Sam/Peeping Tommy
- Lauren Lee Smith kot Danielle
- Rochelle Aytes kot Maria
- Britt McKillip kot Macy
- Jean-Luc Bilodeau kot Schrader
- Samm Todd kot Rhonda
- Alberto Ghisi kot Chip
- Isabelle Deluce kot Sara
- Moneca Delain kot Janet
- Leslie Bibb kot Emma
- Tahmoh Penikett kot Henry
- Brett Kelly kot Charlie
- Connor Levins kot Billy Wilkins
- James Willson kot Alex
- Patrick Gilmore kot snemalec Bud
- C. Ernst Harth kot veliki dojenček
- Keanen Schnoor kot Matthew
- Christine Willes kot ga. Henderson
- Richard Harmon kot otrok vampir
- Laura Mennell kot Allie